# Hoéville
Hoéville ist eine französische Gemeinde mit 206 Einwohnern (Stand 1. Januar 2022) im Département Meurthe-et-Moselle in der Region Grand Est (vor 2016 Lothringen). Sie gehört zum Arrondissement Lunéville und zum Kanton Lunéville-1. Die Einwohner nennen sich Hoévillois(es).

## Geografie
Die Gemeinde liegt etwa 19 Kilometer ostnordöstlich von Nancy im Süden des Départements Meurthe-et-Moselle und besteht aus dem Dorf Hoéville und wenigen Einzelgehöften. Hier entspringt das Flüsschen Roanne.  Nachbargemeinden sind Bezange-la-Grande im Nordosten, Athienville im Osten, Serres im Südosten, Courbesseaux im Südwesten, Réméréville im Westen sowie Sornéville im Nordwesten.

## Geschichte
Hoéville wurde 1296 unter dem Namen Oheiville erstmals in einem Darlehensvertrag zwischen Renault d’Athienville und Simonin de Damelevières erwähnt. Im Mittelalter wechselten sich zahlreiche Besitzer ab. Hoéville gehörte zur Vogtei (Bailliage) Lunéville und somit zum Herzogtum Lothringen, das 1766 an Frankreich fiel. Bis zur Französischen Revolution lag die Gemeinde im Grand-gouvernement de Lorraine-et-Barrois. Im Ersten Weltkrieg wurde der Ort stark zerstört. Von 1793 bis 1801 war die Gemeinde dem Distrikt Lunéville zugeteilt. Hoéville wechselte mehrfach den Kanton. Von 1793 bis 1801 war sie Teil des Kantons Einville, von 1801 bis 2015 des Kantons Lunéville-Nord und seither des Kantons Lunéville-1. Seit 1801 ist Hoéville zudem dem Arrondissement Lunéville zugeordnet. Die Gemeinde lag bis 1871 im alten Département Meurthe.

## Bevölkerungsentwicklung
| Jahr                       | 1962 | 1968 | 1975 | 1982 | 1990 | 1999 | 2007 | 2019 |
| Einwohner                  | 131  | 130  | 125  | 122  | 115  | 124  | 162  | 197  |
| Quellen: Cassini und INSEE |      |      |      |      |      |      |      |      |

## Verkehr
Hoéville liegt fernab von überregionalen Verkehrsverbindungen. Für den regionalen Verkehr ist die D84 wichtig, die durch das Dorf führt.

## Sehenswürdigkeiten
- Dorfkirche Saint-Nicolas, nach dem Ersten Weltkrieg wiederaufgebaut
- Denkmal für die Gefallenen[1]
- Gedenkstätte für gefallene Widerstandskämpfer
- Wehrhaus aus dem 18. Jahrhundert

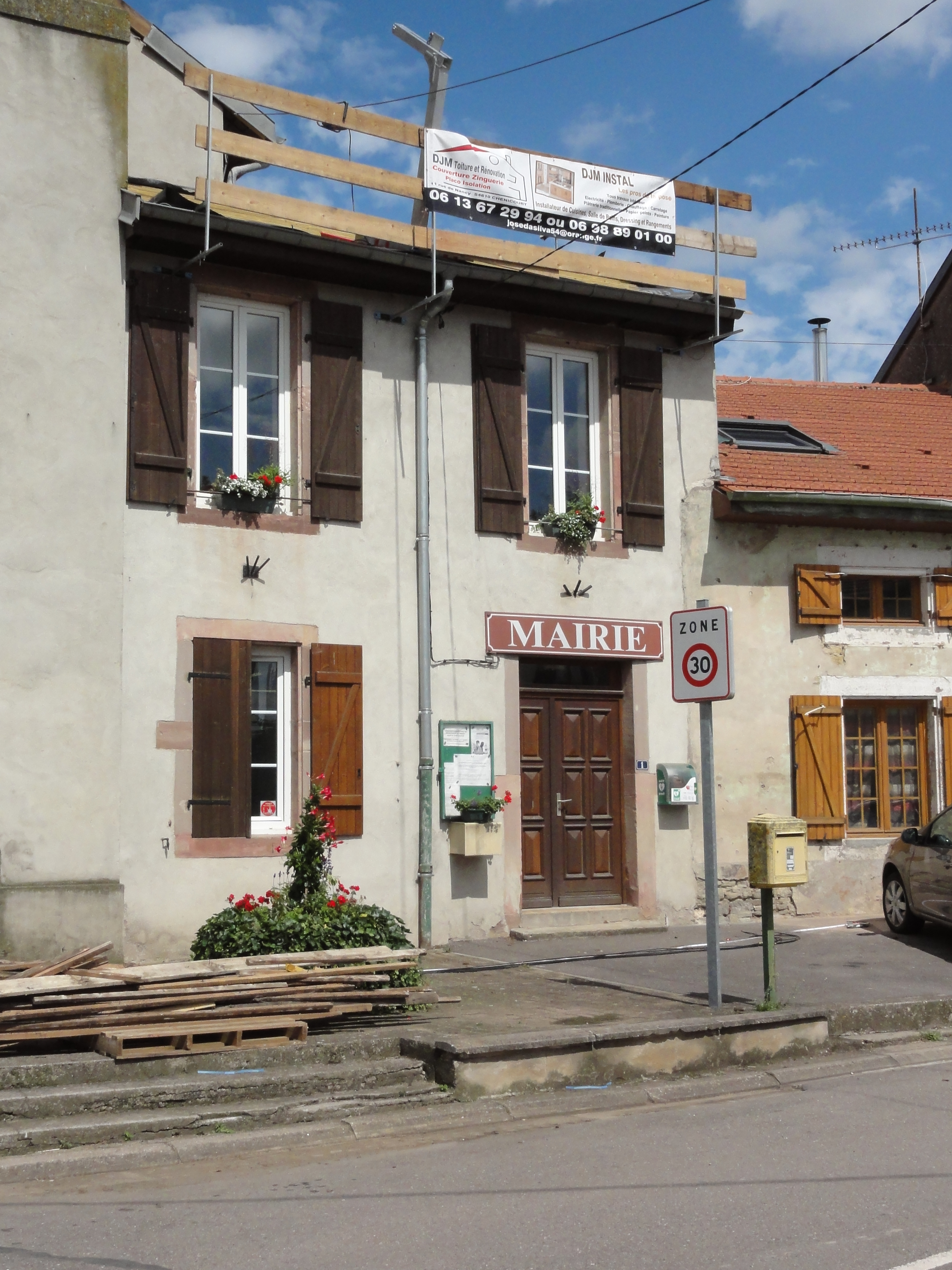
Rathaus (Mairie) der Gemeinde
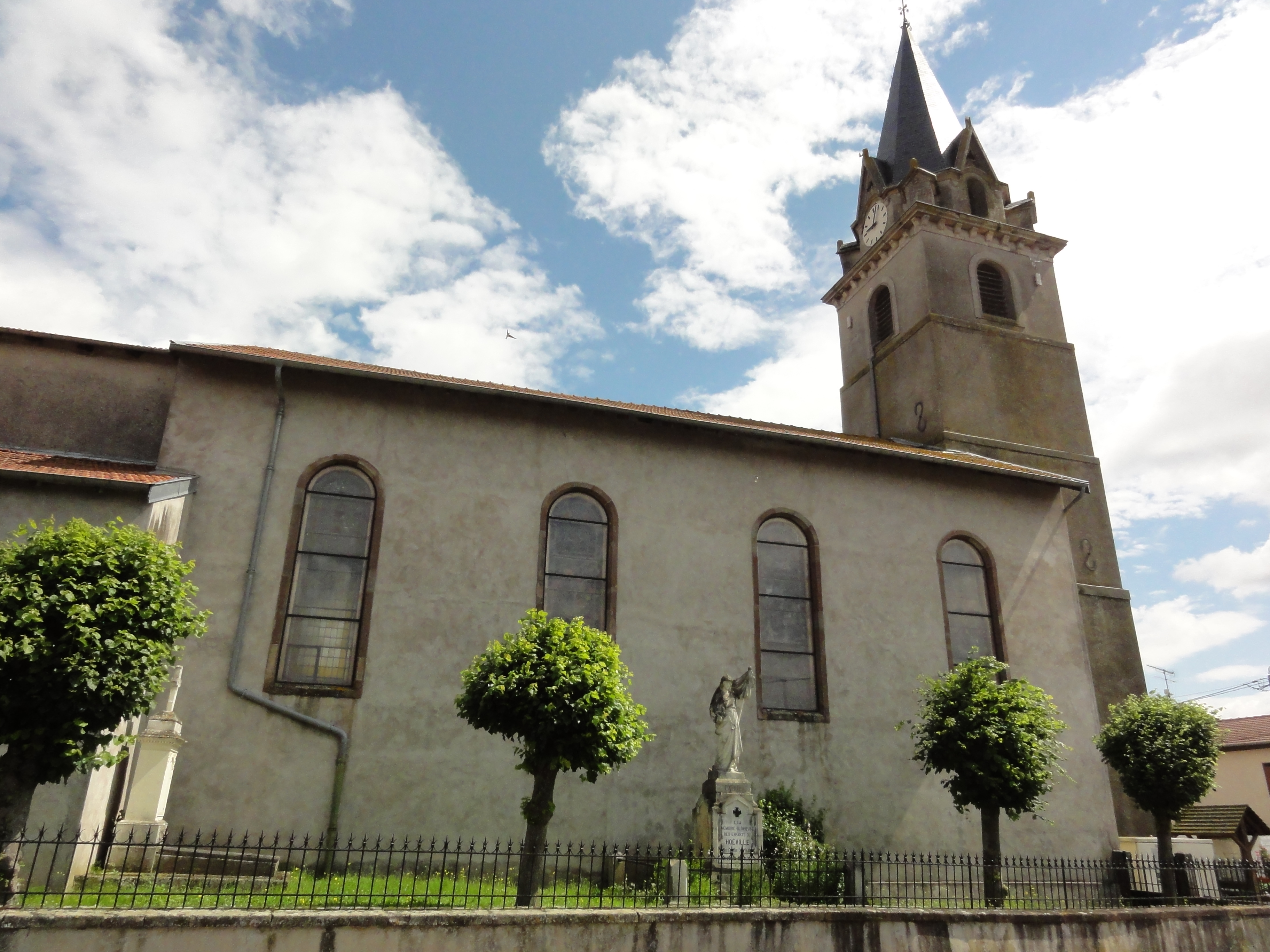
Dorfkirche Saint-Nicolas
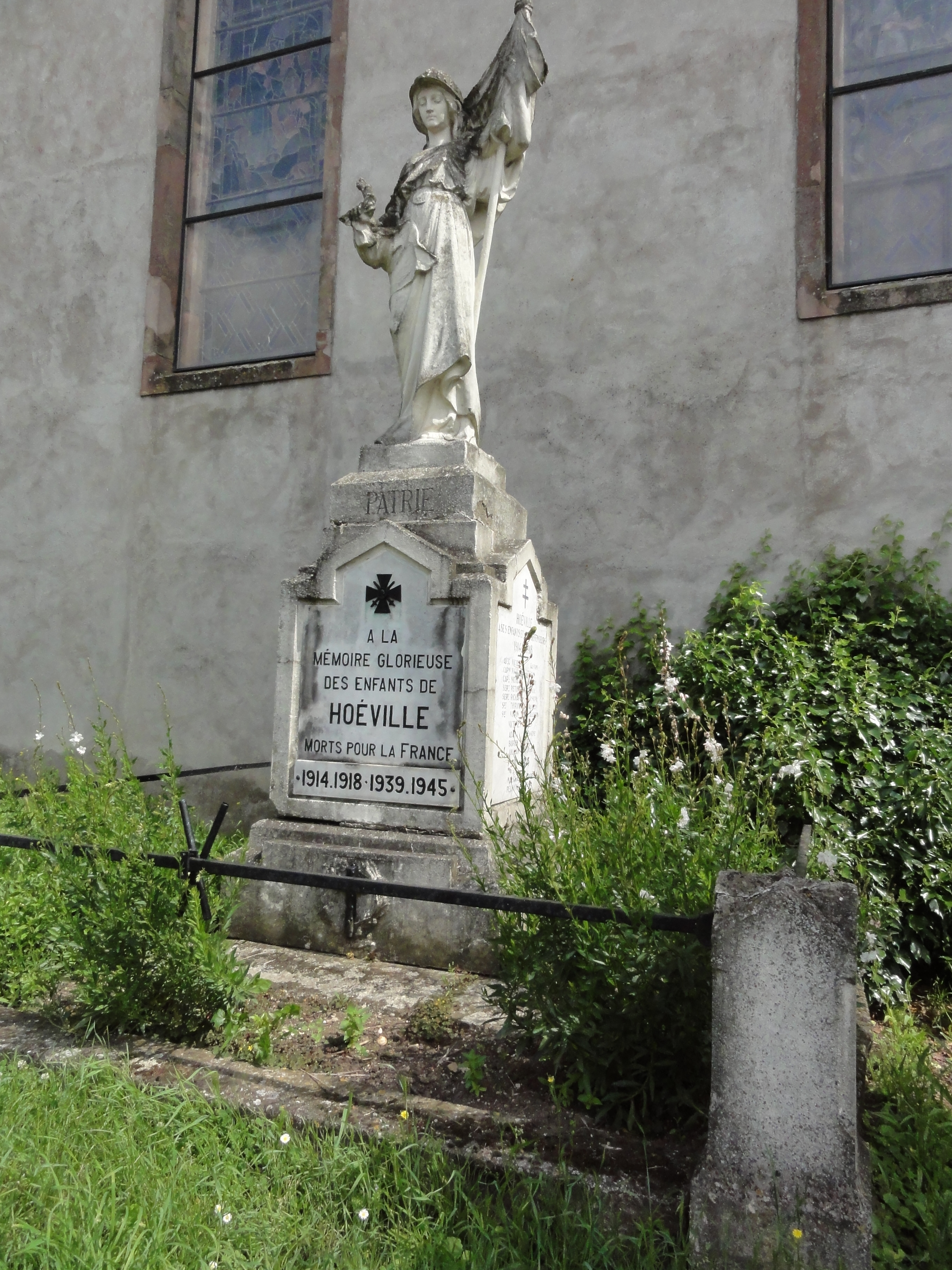
Denkmal für die Gefallenen
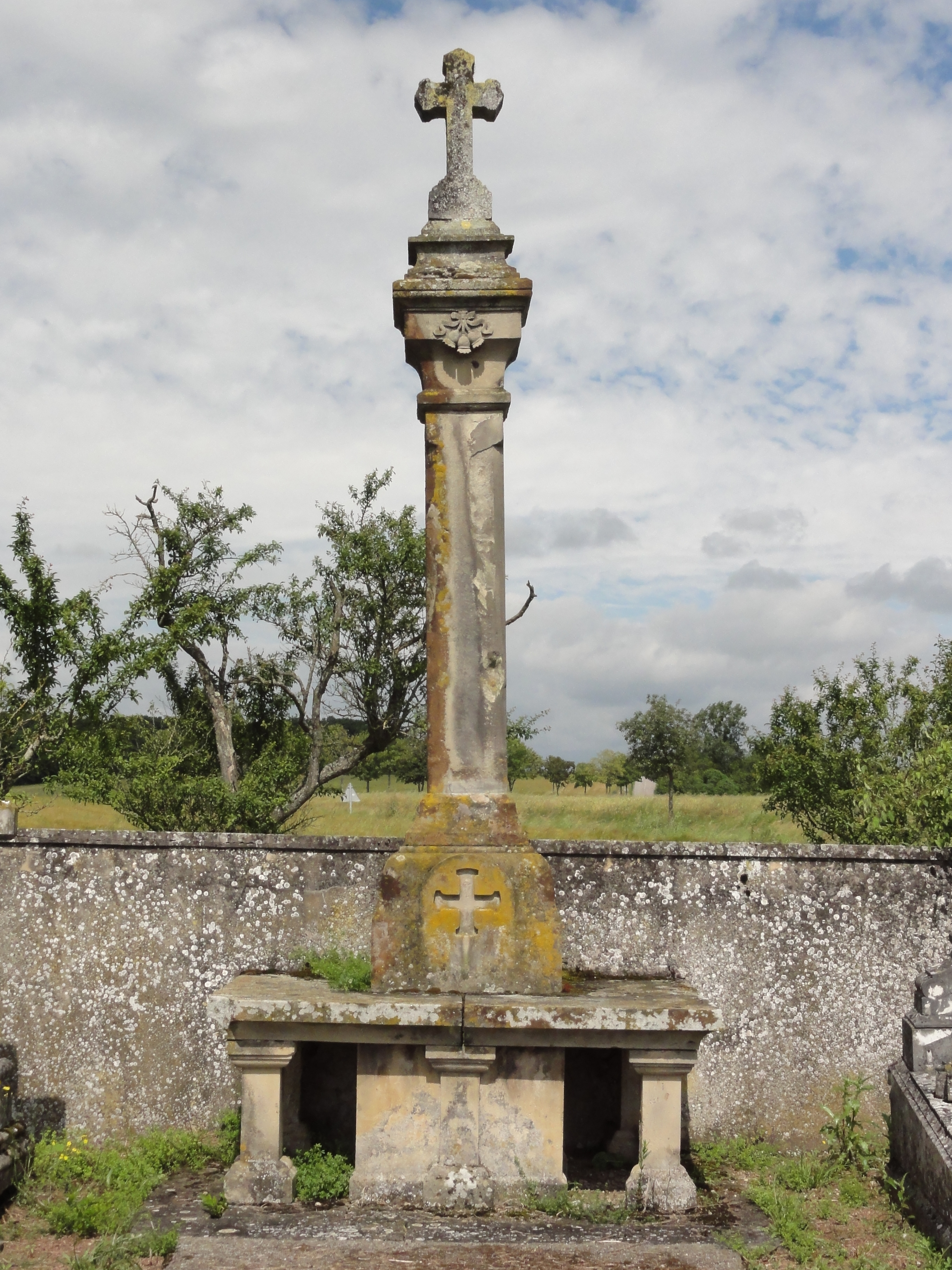
Kreuz auf dem Dorffriedhof
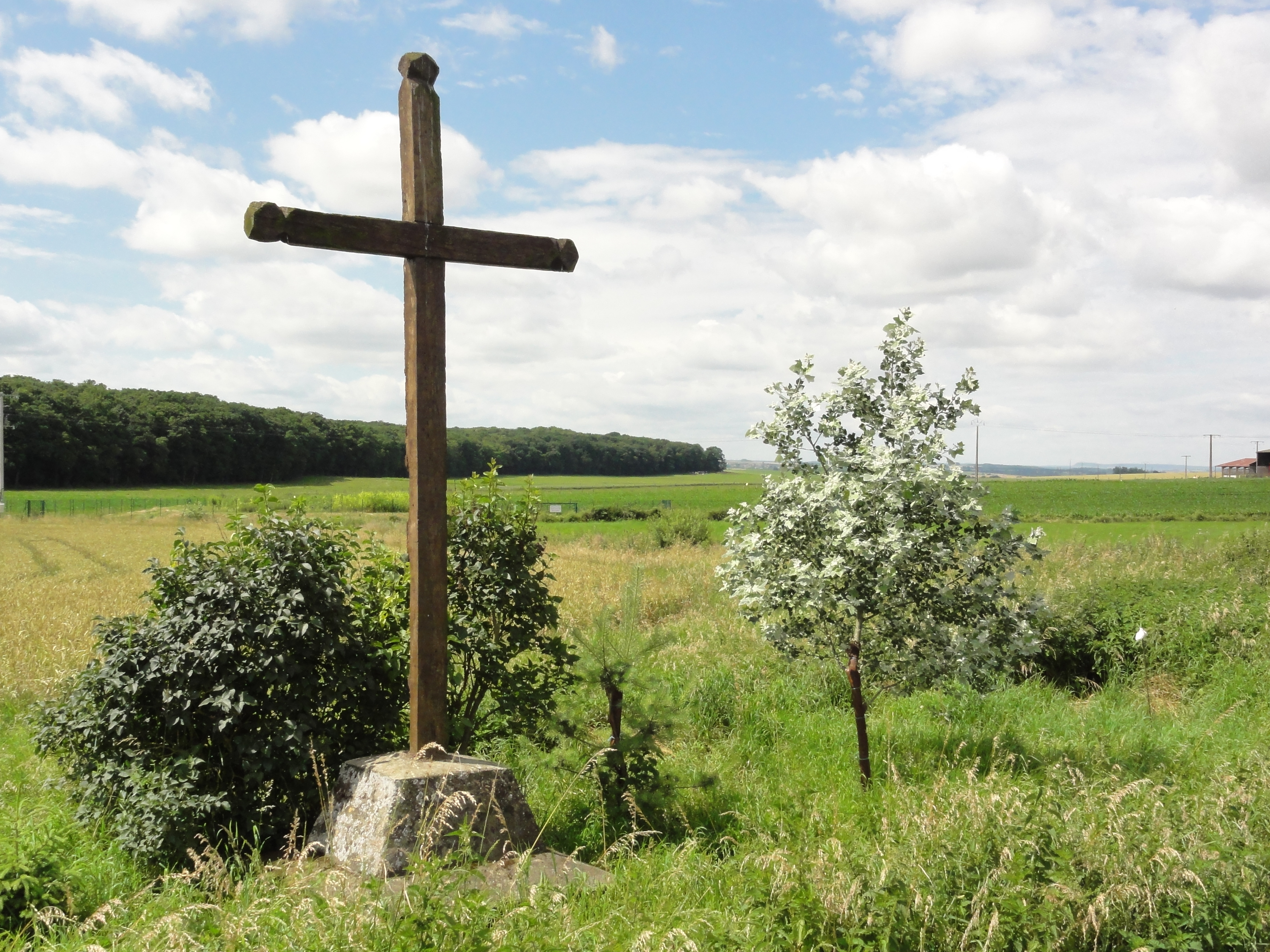
Wegkreuz an der D84
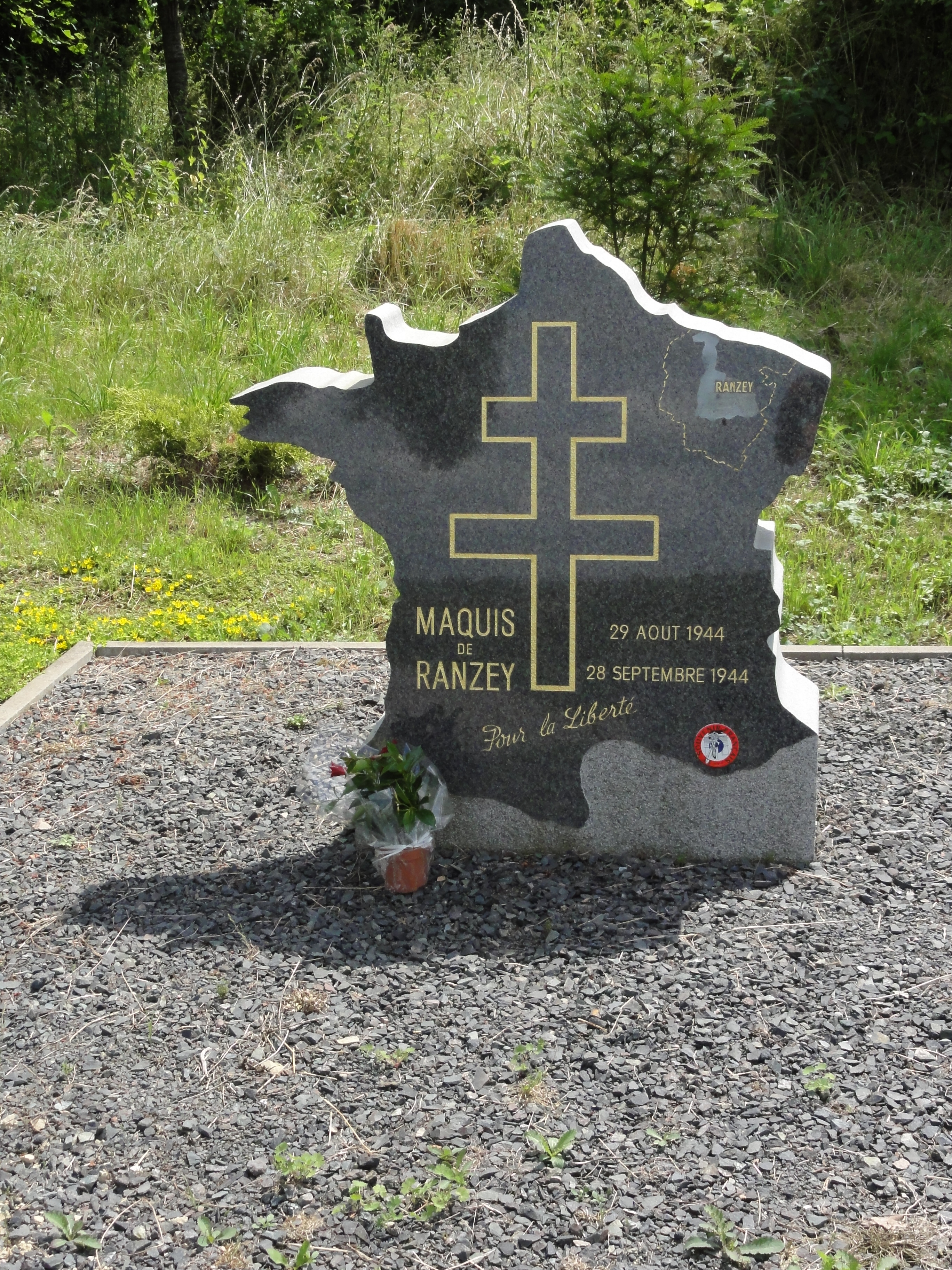
Gedenkstätte für gefallene Widerstandskämpfer